# Léon Glovacki
Léon Glovacki (Libercourt, 1928. február 19. – Genf, 2009. szeptember 9.) francia válogatott labdarúgó, edző.

## Sikerei, díjai
- Stade de Reims
  - Francia bajnok: 1952-53, 1954-55, 1961-62
  - Francia kupa: 1949-50, 1957-58
  - Francia szuperkupa: 1955
  - Latin kupa: 1953